# Eurociudad
Las eurociudades nacen como acuerdos entre municipios próximos, vinculados histórica y culturalmente pero pertenecientes a distintos Estados de la Unión Europea. En principio se basa en compartir recursos y sinergias para la promoción conjunta, pero con vocación, a largo plazo, de convertirse en una sola ciudad con un solo gobierno

## Lista de eurociudades

### Entre España y Francia
- Eurociudad Vasca Bayona-San Sebastián

### Entre España y Portugal
- Eurociudad Badajoz-Elvas-Campomayor[2]
- Eurociudad del Guadiana
- Verín (Orense) - Chaves[3]
- Eurociudad Valença-Tuy
- Salvatierra de Miño (Pontevedra)-Monção
- Tomiño-Vila Nova de Cerveira

### Entre Francia, Italia y Mónaco
- Riviera franco-italo-monegasca

### Entre Francia y Suiza
- Gran Ginebra
- Aglomeración urbana del Doubs

### Entre Suiza e Italia
- Chiasso-Como

### Entre Francia, Alemania y Suiza
- Eurodistrito Trinacional de Basilea

### Entre Francia y Alemania
- Eurodistrito Estrasburgo-Ortenau
- Eurodistrito SaarMoselle (Sarre-Mosela)

### Entre Francia y Luxemburgo
- Alzette-Belval

### Entre Francia, Bélgica y Luxemburgo
- Polo Europeo de Desarrollo de Longwy

### Entre Francia y Bélgica
- Eurometrópolis Lille-Kortrijk-Tournai
- Dunquerque-Flandes Occidental-Costa de Ópalo

### Entre el Reino Unido e Irlanda
- Newry-Dundalk

### Entre Bélgica y los Países Bajos
- Baarle

### Entre los Países Bajos y Alemania
- Eurode (Kerkrade-Herzogenrath)
- Enschede-Gronau

### Entre Alemania y Suiza
- Constanza-Kreuzlingen

### Entre Italia y Eslovenia
- Gorizia-Nova Gorica

### Entre Dinamarca y Suecia
- Copenhague-Malmö

### Entre Alemania y Polonia
- Szczecin
- Fráncfort del Óder-Słubice
- Guben-Gubin
- Görlitz-Zgorzelec

### Entre Polonia y la República Checa
- Cieszyn-Český Těšín

### Entre Eslovaquia y Hungría
- Komárno-Komárom
- Štúrovo-Esztergom

### Entre Rumania y Hungría
- Oradea-Debrecen

### Entre Rumania y Bulgaria
- Calafat-Vidin
- Giurgiu-Ruse

### Entre Suecia y Finlandia
- Haparanda-Tornio

### Entre Finlandia y Rusia
- Imatra-Svetogorsk

### Entre Estonia y Rusia
- Narva-Ivángorod

### Entre Letonia y Estonia
- Valga-Valka